# Mihkel Joosep
Mihkel Joosep (* 24. Oktober 1957 in Elva) ist ein ehemaliger estnischer Radrennfahrer und nationaler Meister im Radsport.

## Sportliche Laufbahn
Joosep war im Straßenradsport und im Bahnradsport aktiv. Er begann 1973 mit dem Radsport. In der Jugendklasse gewann er mehrere estnische Meistertitel auf der Straße und der Bahn. 1975, 1978 und 1983 gewann er die nationale Meisterschaft im Straßenrennen, 1982 im Kriterium und im Paarzeitfahren. 1976, 1978 sowie 1983 holte er  den Titel im Mannschaftszeitfahren. 1975 war er im Etappenrennen Saaremaa Velotuur erfolgreich.